# Fernand Ouellet
Pour les articles homonymes, voir Ouellet.
Fernand Ouellet, né le 6 novembre 1926 à Lac-Bouchette (Saguenay–Lac-Saint-Jean, Québec) et mort le 28 juin 2021 à Toronto (Ontario), est un historien, écrivain et professeur d’université canadien. Disciple de l'École des Annales et de l'École de Laval, il s'est spécialisé sur l'histoire économique et sociale du Québec entre la Conquête de 1759-1760 et la Confédération canadienne de 1867, sur la rébellion des patriotes et sur l'histoire des Franco-Ontariens.

## Biographie
Né dans une famille modeste, il est le fils d'Étienne Ouellet et de Berthe Fortin. Il a un frère et trois sœurs. Afin de pouvoir terminer ses études, Fernand Ouellet fit de la drave, activité pour le moins dangereuse. Docteur en histoire à l'Université Laval, il travailla aux archives du Québec et enseigna à l'université de 1961 à 1965. Après avoir parachevé ses études à Paris, il revint enseigner à l'Université Carleton, l'Université d'Ottawa puis finalement à l'Université York à Toronto.
Ouellet est généralement considéré comme pionnier de l'histoire économique et sociale du Québec. Son œuvre majeure est son Histoire économique et sociale du Québec, 1760-1850, issue de sa thèse de doctorat et publiée en 1966. La préface du livre est écrite par Robert Mandrou. Il est aussi l'auteur de Le Bas-Canada, 1791-1840 - Changements structuraux et crise, publiée en 1976 et qui complète l'ouvrage précédent. Il est aussi coauteur de "Canada - Unité et diversité".
Fernand Ouellet est l'un des premiers historiens québécois à appliquer les méthodes de recherche de l'École des Annales. En étudiant l'histoire quantitative, il s’inspire des méthodes de Georges Duby, Robert Mandrou et Ernest Labrousse. 
La thèse principale de Fernand Ouellet est que le Québec d’avant la Révolution tranquille est devenu économiquement en retard non pas à cause de la Conquête de 1759-1760, mais à cause de la mentalité même des Canadiens français, qui n'auraient pas adapté leur agriculture, n'auraient pas diversifié leur économie et, sous la coupe du clergé, se seraient mentalement repliés sur eux-mêmes et n’auraient pas développé une culture entrepreneuriale. 
Adepte dévoué de Pierre Elliott Trudeau et de sa doctrine politique, le trudeauisme, Ouellet est fortement opposé au nationalisme québécois et à l'indépendance du Québec. Même si les deux hommes n’ont jamais formé une amitié affective et personnelle, ils ont entretenu une correspondance par écrit et se sont intellectuellement influencés dans leurs textes respectifs. 
En 2005, Fernand Ouellet publie son dernier livre, qui s’intitule L’Ontario français dans le Canada français avant 1911. Contribution à l’histoire sociale, qui analyse l’histoire économique et sociale de la communauté franco-ontarienne au XIXe siècle. Dans les années qui suivent cette publication, il prépare un livre sur la rébellion des patriotes et écrit ses mémoires, mais âgé et malade, ces deux projets ne seront jamais menés à terme. Dans les dernières années de sa vie, ne se reconnaissant plus dans la société québécoise moderne qu'il juge trop nationaliste, Ouellet est décrit comme s'étant volontairement isolé des autres historiens québécois.  
Il meurt le 28 juin 2021 à Toronto, à l'âge de 94 ans.
Marié avec Thérèse Roy, Fernand Ouellet eut trois enfants et quatre petits-enfants.